# Otto Karl-Oskarsson
Otto Karl-Oskarsson, pseudonym för Otto Elof Carlsson, född 13 mars 1915 i Töre församling, Norrbotten, död 30 maj 2000 i Sollentuna, var en svensk arbetarförfattare
Han växte upp som ett av åtta barn under knappa förhållanden. Innan debuten med Glest mellan gårdarna 1943 hann han arbeta som bland annat vägarbetare, timmerarbetare, skogsarbetare och rallare.
En djupgående skildring av skogsarbetarnas liv, som inte bara bygger på egna erfarenheter utan även på källforskning och intervjuer, år Kall blåst över Oxnäset. I romanen beskrivs även sjukdomen TBC ingående och dess verkningar på individ och kollektiv, liksom livet på sanatoriet. I Vägen från Oxnäset flyttar huvudpersonen till Stockholm.
Flottningsarbetet beskrivs i romanen Alla älvens timmer som utkom 1949 som originalutgåva på Folket i Bilds förlag i en upplaga på 80000 exemplar.

## Priser och utmärkelser
- Svenska Dagbladets litteraturpris 1947